# Anthony Weldon
Anthony Weldon, noto come Tony (Inverness, 12 novembre 1900 – 1953), è stato un calciatore e allenatore di calcio scozzese, di ruolo attaccante.

## Biografia
Era il suocero del calciatore scozzese Jim Storrie, che sposò la figlia Nancy.

## Carriera

### Calciatore
Weldon inizia la carriera nel Kilsyth Rangers e nel 1924 viene ingaggiato dall'Airdrieonians. Con il club di Airdrie militerà sino al 1927, ottenendo due secondo posto nelle stagioni 1924-1925 e 1925-1926.
Nel 1927 è ingaggiato dagli inglesi dell'Everton, società militante nella massima serie. Debutterà con il club di Liverpool nel marzo 1927 contro il Leeds Utd. Nella First Division 1927-1928 Weldon con i suoi vince il campionato, successo a cui seguì la vittoria della FA Charity Shield 1928.
Nel dicembre 1929 si trasferisce per £1,000 all'Hull City, società con cui retrocede in terza serie al termine della Second Division 1929-1930.
Nel 1931 viene ingaggiato dal West Ham Utd, tornando a giocare nella massima serie inglese. Weldon esordì con il suo nuovo club il 29 agosto 1931 contro il Bolton. Weldon giocherà 20 incontri nella First Division 1931-1932, chiusa al ventiduesimo ed ultimo posto, retrocedendo in cadetteria.
Dopo un passaggio al Lovells Athletic passa al Rochdale, militante in Third Division 1933-1934, con cui retrocede in quarta serie.

### Allenatore
Nel 1934 firma come allenatore-giocatore degli irlandesi del Dundalk, rinunciando all'incarico dopo pochi mesi per ricoprire lo stesso duplice ruolo presso i gallesi del Bangor.

## Palmarès
- Campionato inglese: 1

Everton: 1928
- Charity Shield: 1

Everton: FA Charity Shield 1928.